# Lamborghini: The Man Behind the Legend
Lamborghini: The Man Behind the Legend es una película dramática biográfica estadounidense de 2022 escrita y dirigida por Robert Moresco y protagonizada por Frank Grillo como el empresario italiano Ferruccio Lamborghini. Fue estrenada en cines selectos de Estados Unidos el 18 de noviembre de 2022 por Lionsgate.

## Argumento
Lamborghini sigue la larga vida del icónico empresario Ferruccio Lamborghini, desde la fabricación de tractores al comienzo de su carrera, hasta la creación y luego el diseño y la construcción de los autos Lamborghini que finalmente definieron su profundo legado automotriz.

## Reparto
- Frank Grillo como Ferruccio Lamborghini.
- Gabriel Byrne como Enzo Ferrari.
- Mira Sorvino como Annita.
- Romano Reggiani como el joven Ferruccio Lamborghini.
- Matteo Leoni como Matteo.
- Hannah van der Westhuysen como Clelia Monti.
- Francesca Tizzano como Gabriella.
- Francesca De Martini como Evelina Lamborghini.
- Giulio Mezza como Edmondo Lamborghini.
- Giovanni Scotti como Silvio Lamborghini.
- Fortunato Cerlino como Antonio Lamborghini.
- Giorgio Cantarini como Giorgio Lamborghini.
- Eliana Jones como Billie Alland.
- Gian Franco Tordi como reportero de radio.
- Giovanni Antonacci como el joven Tony Renis.

## Producción
El 29 de diciembre de 2015 se anunció que Ambi Media Group estaba desarrollando un largometraje basado en la vida del fabricante de automóviles italiano Ferruccio Lamborghini. La empresa planeaba gestionar los derechos de ventas mundiales de la película a través de su división Ambi Distribution. El 11 de mayo de 2017 se informó que Michael Radford dirigiría la película a partir de un guion de Robert Moresco basado en la biografía de Tonino Lamborghini sobre su padre titulada Ferruccio Lamborghini. La storia ufficiale. El 9 de marzo de 2018, se anunció que Radford había dimitido como director debido a conflictos de programación y había sido reemplazado por el propio Moresco. El 14 de mayo de 2018, se informó que la película sería cofinanciada y coproducida por TaTaTu, una plataforma de entretenimiento social basada en blockchain recientemente lanzada.
También se confirmó que Antonio Banderas y Alec Baldwin habían sido elegidos para interpretar a Lamborghini adulto y Enzo Ferrari, respectivamente, con el actor italiano Romano Reggiani interpretando al joven Lamborghini. Según los informes, la fotografía principal comenzaría el 9 de abril de 2018 en Roma y Cento, Italia. En septiembre de 2021, Frank Grillo anunció que había reemplazado a Banderas en la película. También señaló que Baldwin había abandonado la película, aunque aún no se había anunciado su reemplazo. Más tarde ese mes, la producción comenzó en Roma y Emilia-Romaña, con Gabriel Byrne, Mira Sorvino, Romano Reggiani, Fortunato Cerlino y Giorgio Cantarini uniéndose al elenco.En octubre de 2021, Eliana Jones fue anunciada como miembro del elenco.

## Recepción
En Rotten Tomatoes, la película tiene una calificación del 6% basada en 16 reseñas, con un promedio de 3,7/10. Mira Sorvino fue nominada a Peor actriz de reparto por su actuación en la 43.ª edición de los premios Golden Raspberry.